# Nennstrom
Der Nennstrom ist der in einem elektrischen Gerät fließende Strom {\displaystyle I}, wenn das Gerät mit der Nennspannung {\displaystyle U} versorgt wird und seine Nennleistung {\displaystyle P} abgibt.

## Erklärung
Zum Beispiel nimmt eine 60-W-Glühlampe bei 230 V (Nennspannung) (theoretisch) einen Nennstrom von 0,26 A auf (Gleichwerte):
{\displaystyle I={\frac {P}{U}}={\frac {60\,\mathrm {W} }{230\,\mathrm {V} }}\approx 0{,}26\,\mathrm {A} }
Ihr Einschaltstrom ist jedoch wesentlich höher, da der Widerstand des Glühfadens temperaturabhängig ist.
Die tatsächlich aufgenommene Stromstärke {\displaystyle I} hängt auch von der elektrischen Spannung {\displaystyle U} ab, bei einem idealen ohmschen Widerstand {\displaystyle R} in proportionaler Weise:
{\displaystyle I={\frac {U}{R}}}

## Praxis
Elektromotoren nehmen den Nennstrom nur bei voller abgegebener mechanischer Leistung auf; bei Überlastung kann der Strom und somit die Leistung ein Mehrfaches betragen (dies ist in der Regel kurzzeitig möglich, es besteht jedoch Überhitzungsgefahr).
Wird der Motor dagegen nicht belastet, so nimmt er den Leerlaufstrom auf. Dabei handelt es sich zu einem wesentlichen Teil um Blindstrom. Bei Einschalten der Motoren bzw. dem Anlauf aus dem Stillstand wird bis zum Erreichen der Nenndrehzahl häufig ein wesentlich höherer Strom aus dem Netz bezogen.
Wechselstrommotoren, Leuchten mit Gasentladungslampen und Transformatoren sind induktive Verbraucher. Bei ihnen besteht die aufgenommene Stromstärke aus einem Wirk- und einem Blindstromanteil, die sich geometrisch zum Scheinstrom addieren.
Der Nennstrom von Wechselstrom- und Drehstrommotoren ist der Scheinstrom in jedem einzelnen Außenleiter. Er ist größer als der Wirkstrom und kann mit Leistungsfaktor, Abgabeleistung, Nennspannung und Wirkungsgrad berechnet werden. Der Nennstrom ist auf dem Typenschild des Motors angegeben.